# Campeonato Sudamericano Sub-20 de 1971
El Campeonato Sudamericano Sub-20 de 1971, que tuvo como sede a la ciudad de Asunción en Paraguay, fue realizado entre el 1 y el 25 de marzo de ese mismo año.

## Equipos participantes
Participaron en el torneo 9 equipos representativos de las asociaciones nacionales afiliadas a la Confederación Sudamericana de Fútbol:
| Equipos participantes | Equipos participantes | Equipos participantes |
| --------------------- | --------------------- | --------------------- |
| Argentina             | Bolivia               | Brasil                |
| Colombia              | Chile                 | Paraguay              |
| Perú                  | Uruguay               | Venezuela             |

## Fechas y resultados

### Grupo A
| Selección | Pts. | PJ | PG | PE | PP | GF | GC | Dif. |
| --------- | ---- | -- | -- | -- | -- | -- | -- | ---- |
| Argentina | 6    | 4  | 3  | 0  | 1  | 6  | 1  | +5   |
| Perú      | 5    | 4  | 2  | 1  | 1  | 6  | 4  | +2   |
| Brasil    | 4    | 4  | 2  | 0  | 2  | 7  | 3  | +4   |
| Venezuela | 4    | 4  | 1  | 2  | 1  | 7  | 10 | -3   |
| Colombia  | 1    | 4  | 0  | 1  | 3  | 2  | 10 | -8   |

| 1 de marzo de 1971 | Colombia | 2:2 | Venezuela | Estadio de Puerto Sajonia, Asunción         |  |
|                    |          |     |           | Árbitro(s): Rodolfo Pérez Osorio (Paraguay) |  |

| 1 de marzo de 1971 | Argentina | 1:0 | Perú | Estadio de Puerto Sajonia, Asunción      |  |
|                    |           |     |      | Árbitro(s): José Romei Cañete (Paraguay) |  |

| 4 de marzo de 1971 | Brasil                              | 5:1 | Venezuela                 | Estadio de Puerto Sajonia, Asunción |  |
|                    | Nilson 3' 31' 62' 76' · Clayton 12' |     | William Ravelo 30' (pen.) |                                     |  |

| 7 de marzo de 1971 | Argentina                             | 4:0 | Colombia | Estadio de Puerto Sajonia, Asunción |  |
|                    | Grippo · Romero · Carra · M. González |     |          |                                     |  |

| 10 de marzo de 1971 | Venezuela                                                            | 3:3 | Perú                                           | Estadio de Puerto Sajonia, Asunción |  |
|                     | William Ravelo 15' (pen.) · Reinaldo Rengel 21' · Edwin Aparicio 44' |     | Jesús Lavalle 5' 55' · Juan Carlos Oblitas 37' |                                     |  |

| 10 de marzo de 1971 | Brasil | 2:0 | Colombia | Estadio de Puerto Sajonia, Asunción |  |

| 14 de marzo de 1971 | Colombia | 0:2 | Perú | Estadio de Puerto Sajonia, Asunción |  |

| 14 de marzo de 1971 | Argentina   | 1:0 | Brasil | Estadio de Puerto Sajonia, Asunción |  |
|                     | M. González |     |        |                                     |  |

| 17 de marzo de 1971 | Brasil | 0:1 | Perú | Estadio de Puerto Sajonia, Asunción |  |

| 17 de marzo de 1971 | Argentina | 0:1 | Venezuela                 | Estadio de Puerto Sajonia, Asunción |  |
|                     |           |     | William Ravelo 41' (pen.) |                                     |  |

### Grupo B
| Selección | Pts. | PJ | PG | PE | PP | GF | GC | Dif. |
| --------- | ---- | -- | -- | -- | -- | -- | -- | ---- |
| Paraguay  | 5    | 3  | 2  | 1  | 0  | 6  | 2  | +4   |
| Uruguay   | 4    | 3  | 2  | 0  | 1  | 6  | 4  | +2   |
| Chile     | 3    | 3  | 1  | 1  | 1  | 3  | 4  | -1   |
| Bolivia   | 0    | 3  | 0  | 0  | 3  | 4  | 9  | -5   |

| 4 de marzo de 1971 | Uruguay | 2:0 | Chile | ?, ? |  |

| 7 de marzo de 1971 | Paraguay | 3:1 | Bolivia | ?, ? |  |

| 13 de marzo de 1971 | Uruguay | 4:2 | Bolivia | ?, ? |  |

| 13 de marzo de 1971 | Paraguay | 1:1 | Chile | ?, ? |  |

| 17 de marzo de 1971 | Bolivia | 1:2 | Chile | ?, ? |  |

| 18 de marzo de 1971 | Paraguay | 2:0 | Uruguay | ?, ? |  |

### Fase final
|  | Semifinales | Semifinales | Semifinales |          |         | Final   | Final | Final |  |
|  |             |             |             |          |         |         |       |       |  |
|  |             |             |             |          |         |         |       |       |  |
|  | Argentina   | Argentina   | 1           |          |         |         |       |       |  |
|  | Argentina   | Argentina   | 1           |          |         |         |       |       |  |
|  | Uruguay     | Uruguay     | 2           |          |         |         |       |       |  |
|  | Uruguay     | Uruguay     | 2           |          | Uruguay | Uruguay | 1     |       |  |
|  |             |             |             |          | Uruguay | Uruguay | 1     |       |  |
|  |             |             | Paraguay    | Paraguay | 1       |         |       |       |  |
|  | Paraguay    | Paraguay    | Paraguay    | Paraguay | 1       | 3       |       |       |  |
|  | Paraguay    | Paraguay    |             |          |         | 3       |       |       |  |
|  | Perú        | Perú        | 1           |          |         |         |       |       |  |
|  | Perú        | Perú        | 1           |          |         |         |       |       |  |
|  |             |             |             |          |         |         |       |       |  |

#### Semifinales
| 22 de marzo de 1971 | Argentina | 1:2 | Uruguay | ?, ? |  |
|                     | Potente   |     |         |      |  |

| 22 de marzo de 1971 | Paraguay | 3:1 | Perú | ?, ? |  |

#### Final
| 25 de marzo de 1971 | Uruguay | 1:1 | Paraguay | ?, ? |  |

- Paraguay ganó por la diferencia de goles en semifinales.

| Paraguay         |
| Campeón Paraguay |
| 1er título       |

## Cuadro general
| # | Selección | Pts. | PJ | PG | PE | PP | GF | GC | Dif. |
| 1 | Paraguay  | 8    | 5  | 3  | 2  | 0  | 10 | 4  | 6    |
| 2 | Uruguay   | 7    | 5  | 3  | 1  | 1  | 9  | 6  | 3    |
| 3 | Argentina | 6    | 5  | 3  | 0  | 2  | 7  | 3  | 4    |
| 4 | Perú      | 5    | 5  | 2  | 1  | 2  | 7  | 7  | 0    |
| 5 | Brasil    | 4    | 4  | 2  | 0  | 2  | 7  | 3  | 4    |
| 6 | Venezuela | 4    | 4  | 1  | 2  | 1  | 7  | 10 | -3   |
| 7 | Chile     | 3    | 3  | 1  | 1  | 1  | 3  | 4  | -1   |
| 8 | Colombia  | 1    | 4  | 0  | 1  | 3  | 2  | 10 | -8   |
| 9 | Bolivia   | 0    | 3  | 0  | 0  | 3  | 4  | 9  | -5   |